# 国家雪车雪橇中心

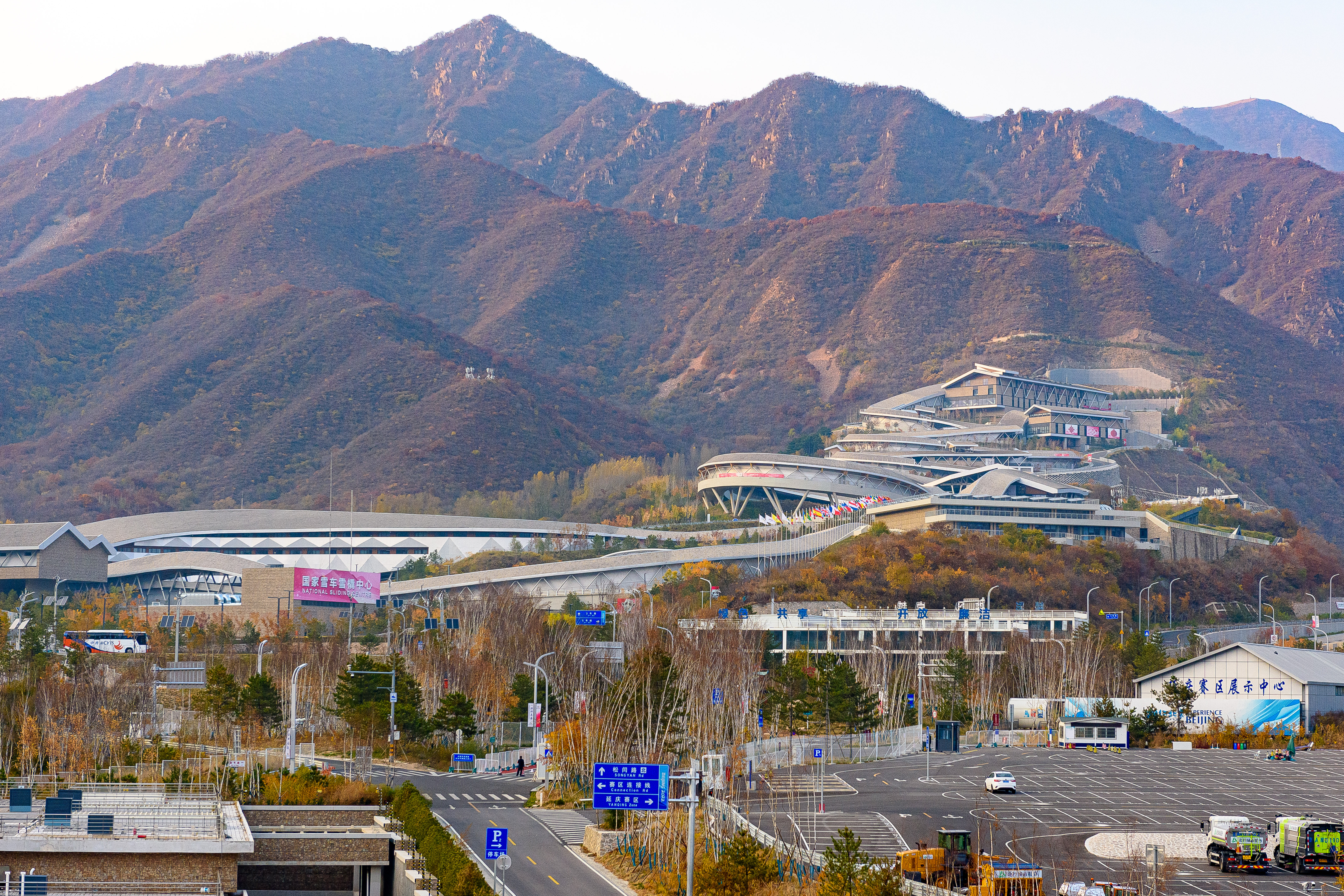
国家雪车雪橇中心（2022年10月）

国家雪车雪橇中心，位于中国北京市延庆区西大庄窠村，是中国雪车、雪橇、钢架雪车比赛和训练中心。国家雪车雪橇中心是中国第一条雪车雪橇赛道，也是中国唯一一条符合冬季奥林匹克运动会标准的赛道，赛道别称「雪游龙」。

## 简介
国家雪车雪橇中心位于北京市延庆区，是2022年冬季奥林匹克运动会延庆赛区2个比赛场馆之一，将作为雪车、雪橇、钢架雪车项目的比赛场地。
2015年，北京松山国家级自然保护区保护范围调整，将原保护区东侧的小海坨山主峰的东坡和北坡整体调入，将原保护区北部部分区域调出，调整后保护区总面积比原保护区面积增加31%，国家高山滑雪中心、国家雪车雪橇中心不在调整后的保护区范围内。
2016年7月23日到25日，国际雪车联合会及国际雪橇联合会官员组成考察团，来到2022年冬季奥林匹克运动会延庆赛区，现场考察国家雪车雪橇中心的4个预选地址。
2017年2月，国家雪车雪橇中心选址确定并开始建设。2019年11月19日主体工程建设完成。
2021年7月14日，国家雪车雪橇中心正式交付使用，2018年7月24日赛道模块测试通过了国际雪车联合会的认证。首场国际赛事是“相约北京”2021/2022雪车和钢架雪车计时赛，该赛事于2021年10月下旬举办，为2022年冬季奥林匹克运动会的测试赛之一。
国家雪车雪橇中心赛道长1975米，由16个角度、倾斜度都不同的弯道组成，垂直落差超过120米。最具特色的是第11弯道，它是一个360度的回旋弯赛道。赛道将场内的主要设施设，包括出发区、运营区、结束区等区域连接起来，建筑面积约6万平方米。
根据计划，在北京冬奥会结束之后，国家雪车雪橇中心一方面作为比赛场馆继续承办各类国内外赛事，也为训练队提供专业的训练场地；另一方面在安全的前提下展开大众娱乐活动，在建设的时候，赛道已经预留大众体验出发区域。

## 赛道记录
| 比赛项目 | 比赛小项 | 类别          | 日期          | 赛事名称                 | 运动员                                                              | 国家/地区 | 时间     |
| -------- | -------- | ------------- | ------------- | ------------------------ | ------------------------------------------------------------------- | --------- | -------- |
| 雪橇     | 男子单人 | 出发记录 (SR) | 2022年2月5日  | 2022年冬季奥林匹克运动会 | 约翰内斯·路德维希                                                   | 德国      | 2.455    |
| 雪橇     | 男子单人 | 赛道记录 (TR) | 2022年2月6日  | 2022年冬季奥林匹克运动会 | 约翰内斯·路德维希                                                   | 德国      | 57.043   |
| 雪橇     | 女子单人 | 出发记录 (SR) | 2022年2月7日  | 2022年冬季奥林匹克运动会 | 马德琳·埃格勒                                                       | 奥地利    | 7.164    |
| 雪橇     | 女子单人 | 赛道记录 (TR) | 2022年2月8日  | 2022年冬季奥林匹克运动会 | 纳塔莉·盖森贝格尔                                                   | 德国      | 58.226   |
| 雪橇     | 男子双人 | 出发记录 (SR) | 2022年2月9日  | 2022年冬季奥林匹克运动会 | 特里斯坦·沃克 贾斯廷·斯尼思                                         | 加拿大    | 7.013    |
| 雪橇     | 男子双人 | 赛道记录 (TR) | 2022年2月9日  | 2022年冬季奥林匹克运动会 | 托比亚斯·文德尔 托比亚斯·阿尔特                                     | 德国      | 58.255   |
| 雪橇     | 团体接力 | 赛道记录 (TR) | 2022年2月10日 | 2022年冬季奥林匹克运动会 | 纳塔莉·盖森贝格尔 约翰内斯·路德维希 托比亚斯·文德尔 托比亚斯·阿尔特 | 德国      | 3:03.406 |
| 钢架雪车 | 男子     | 出发记录 (SR) | 2022年2月10日 | 2022年冬季奥林匹克运动会 | 殷正                                                                | 中国      | 4.58     |
| 钢架雪车 | 男子     | 赛道记录 (TR) | 2022年2月11日 | 2022年冬季奥林匹克运动会 | 克里斯托弗·格罗特赫尔                                               | 德国      | 1:00.00  |
| 钢架雪车 | 女子     | 出发记录 (SR) | 2022年2月11日 | 2022年冬季奥林匹克运动会 | 瓦伦蒂娜·马尔加利奥                                                 | 義大利    | 4.98     |
| 钢架雪车 | 女子     | 赛道记录 (TR) | 2022年2月12日 | 2022年冬季奥林匹克运动会 | 汉娜·奈泽                                                           | 德国      | 1:01.44  |
| 雪车     | 男子双人 | 出发记录 (SR) | 2022年2月15日 | 2022年冬季奥林匹克运动会 | 弗朗切斯科·弗里德里希 托尔斯滕·马尔吉斯                             | 德国      | 4.93     |
| 雪车     | 男子双人 | 赛道记录 (TR) | 2022年2月15日 | 2022年冬季奥林匹克运动会 | 弗朗切斯科·弗里德里希 托尔斯滕·马尔吉斯                             | 德国      | 58.99    |
| 雪车     | 女子双人 | 出发记录 (SR) | 2022年2月19日 | 2022年冬季奥林匹克运动会 | 埃拉娜·迈耶斯·泰勒 西尔维娅·霍夫曼                                  | 美国      | 5.30     |
| 雪车     | 女子双人 | 赛道记录 (TR) | 2022年2月19日 | 2022年冬季奥林匹克运动会 | 劳拉·诺尔特 德博拉·莱维                                             | 德国      | 1:00.70  |
| 雪车     | 男子四人 | 出发记录 (SR) | 2022年2月19日 | 2022年冬季奥林匹克运动会 | 弗朗切斯科·弗里德里希 托尔斯滕·马尔吉斯 坎迪·鲍尔 亚历山大·许勒尔   | 德国      | 4.82     |
| 雪车     | 男子四人 | 赛道记录 (TR) | 2022年2月19日 | 2022年冬季奥林匹克运动会 | 约翰内斯·洛赫纳 弗洛里安·鲍尔 克里斯托弗·韦伯 克里斯蒂安·拉斯普     | 德国      | 58.13    |
| 雪车     | 女子单人 | 出发记录 (SR) | 2022年2月13日 | 2022年冬季奥林匹克运动会 | 埃拉娜·迈耶斯·泰勒                                                  | 美国      | 5.61     |
| 雪车     | 女子单人 | 赛道记录 (TR) | 2022年2月13日 | 2022年冬季奥林匹克运动会 | 凯莉·汉弗莱斯                                                       | 美国      | 1:04.44  |